# Санно-дзиндзя

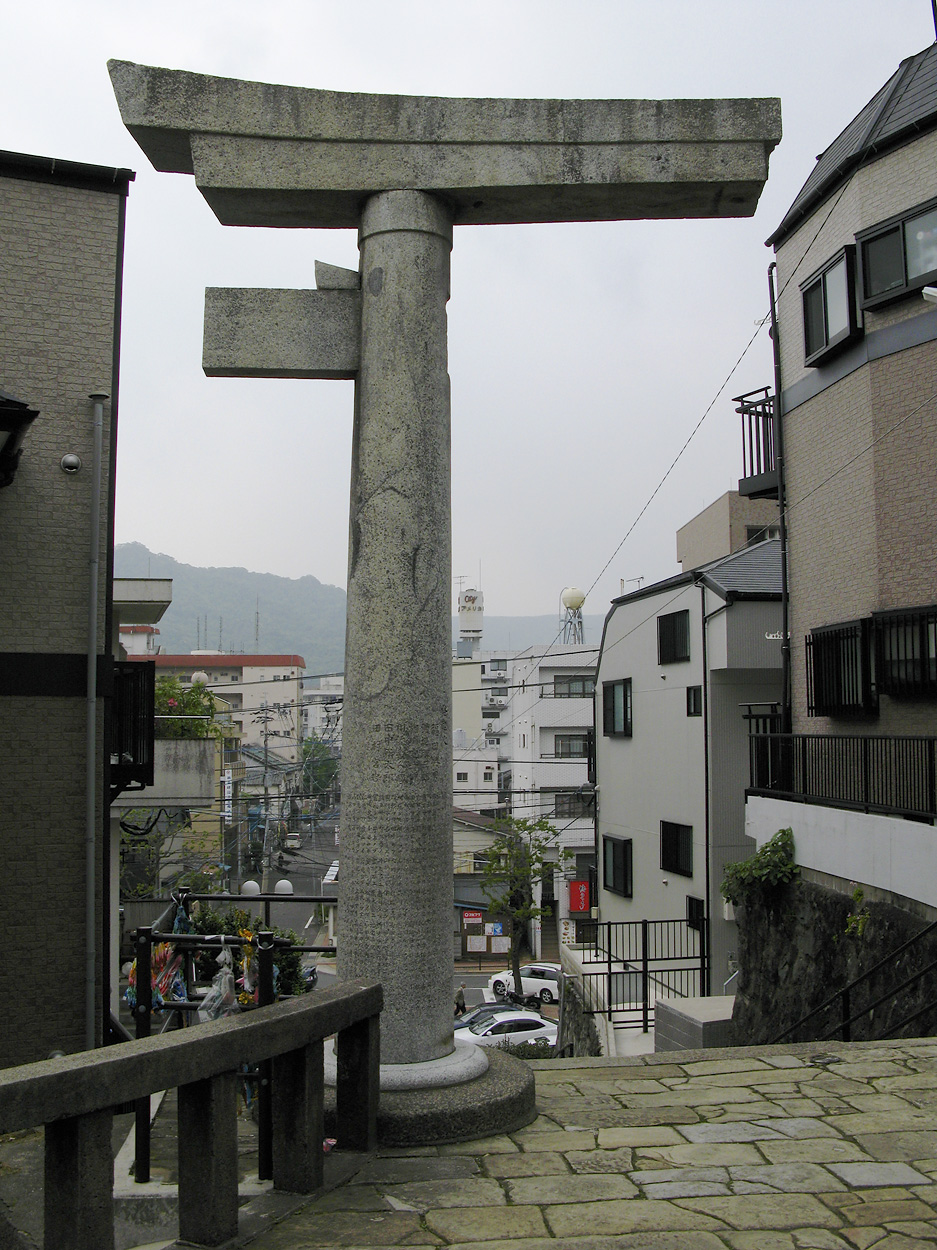
Одностолбовые ритуальные ворота в храме Санно

Санно-дзиндзя (яп. 山王神社 Санно:-дзиндзя) — синтоистский храм, расположенный примерно в 800 метрах к юго-востоку от эпицентра взрыва атомной бомбы в Нагасаки, известный своими одностолбовыми каменными вратами (тории) при входе в храм.

## Тории

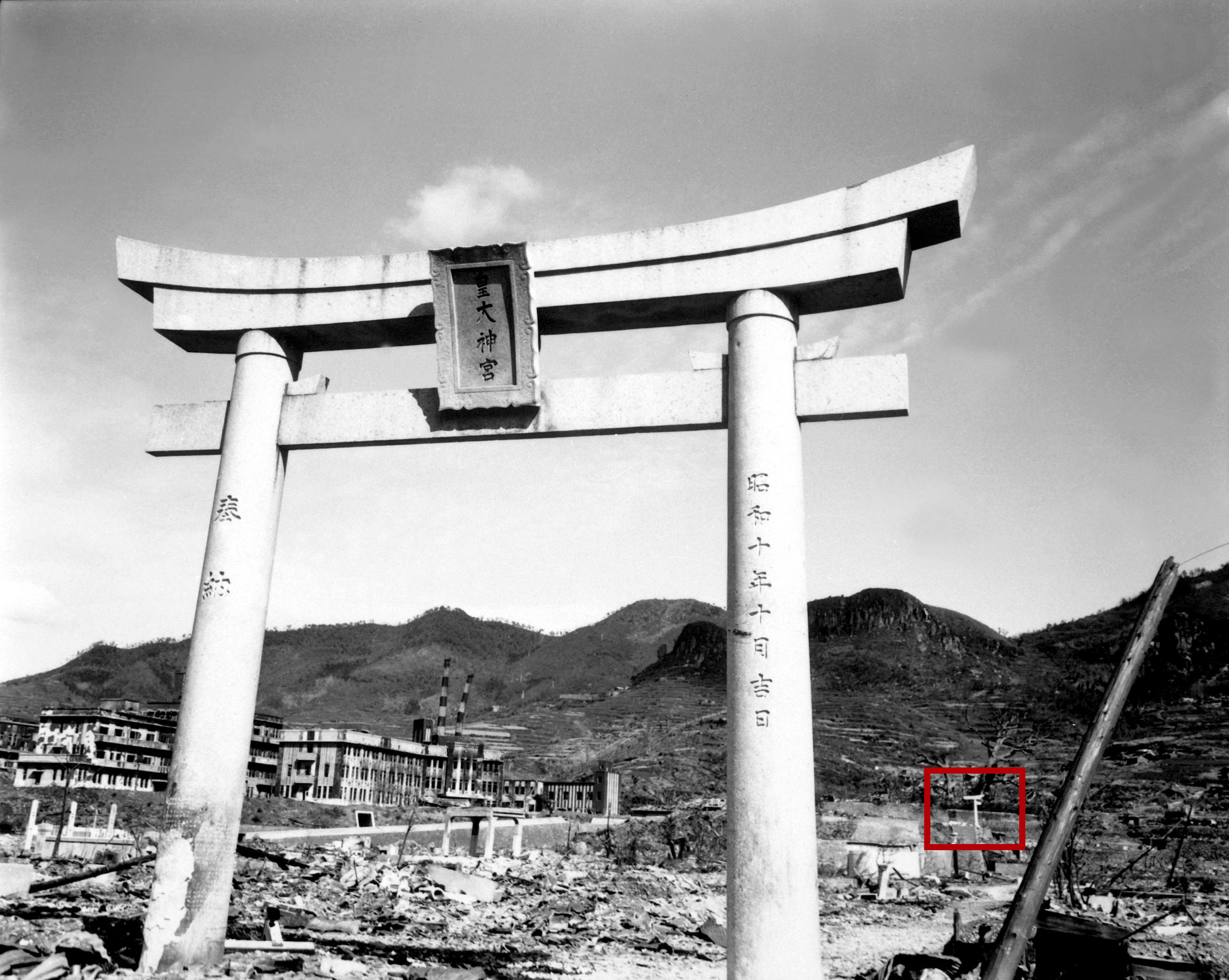
Полуразрушенная тории и храм Санно выделены красным.

Известные одностолбовые врата (яп. 一本柱鳥居 иппон хасира тории) являются одним из непредвиденных последствий взрыва атомной бомбы в Нагасаки 9 августа 1945 года. Эпицентр взрыва находился в 800 метрах от храма. Одна из опорных колонн была сбита, но другая каким-то образом устояла, повернувшись на 30 градусов на пьедестале.

## Деревья

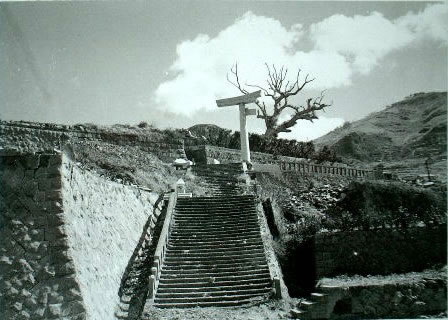
Одностолбовая тории и деревья камфоры, обугленные атомным взрывом, 1945

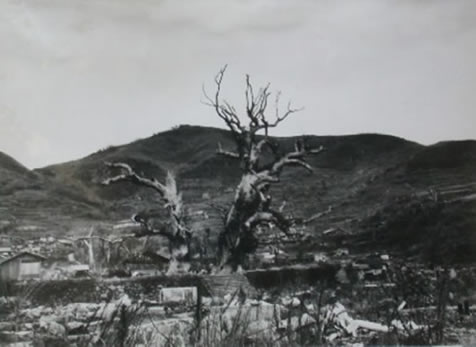
Деревья камфоры в храме Санно после атомного взрыва, 1945

Выжившие после атомного взрыва деревья храма Санно стали живым памятником продолжения жизни после катастрофы. Два больших дерева камфоры были опалены, сожжены и лишены всех листьев атомной ударной волной, и все же, несмотря ни на что, деревья выжили. Одно дерево в Нагасаки было объявлено природным памятником 15 февраля 1969 года. На отмерших частях живых деревьев появились новые ростки.